# Desiderio Pérez
Desiderio Pérez (* 2. Februar 1986 in Jaca) ist ein spanischer Eishockeyspieler, der seit 2001 beim CH Jaca in der Spanischen Superliga unter Vertrag steht.

## Karriere
Desiderio Pérez begann seine Karriere als Eishockeyspieler in der Jugend des CH Jaca, für dessen erste Mannschaft er in der Saison 2001/02 sein Debüt in der Spanischen Superliga gab. Mit seinem Verein gewann der langjährige Nationalspieler in den Jahren 2003, 2004, 2005, 2010, 2011, 2012, 2015 und 2016 jeweils den spanischen Meistertitel sowie 2002, 2003, 2006, 2011, 2012 und 2013 die Copa del Rey.

### International
Für Spanien nahm Pérez im Juniorenbereich an den U18-Weltmeisterschaften 2002 in der Division III und 2003 und 2004 in der Division II sowie den U20-Weltmeisterschaften 2003, 2004, 2005 und 2006 ebenfalls in der Division II teil.
Im Seniorenbereich stand er im Aufgebot seines Landes bei Weltmeisterschaften der Division II 2009, 2010 und 2012 sowie bei der Weltmeisterschaft der Division I 2011.

## Erfolge und Auszeichnungen
| - 2002 Spanischer Pokalsieger mit dem CH Jaca - 2003 Spanischer Meister mit dem CH Jaca - 2003 Spanischer Pokalsieger mit dem CH Jaca - 2004 Spanischer Meister mit dem CH Jaca - 2005 Spanischer Meister mit dem CH Jaca - 2006 Spanischer Pokalsieger mit dem CH Jaca - 2010 Spanischer Meister mit dem CH Jaca | - 2011 Spanischer Meister mit dem CH Jaca - 2011 Spanischer Pokalsieger mit dem CH Jaca - 2012 Spanischer Meister mit dem CH Jaca - 2012 Spanischer Pokalsieger mit dem CH Jaca - 2013 Spanischer Pokalsieger mit dem CH Jaca - 2015 Spanischer Meister mit dem CH Jaca - 2016 Spanischer Meister mit dem CH Jaca |

### International
- 2002 Aufstieg in die Division II bei der U18-Weltmeisterschaft der Division III
- 2010 Aufstieg in die Division I bei der Weltmeisterschaft der Division II, Gruppe A